# 手袋
手袋（てぶくろ）とは、人の手を熱や寒さや危険物から保護するため、もしくは装飾のために利用される、手（形態によっては腕やその一部を含む）を覆う衣服である。

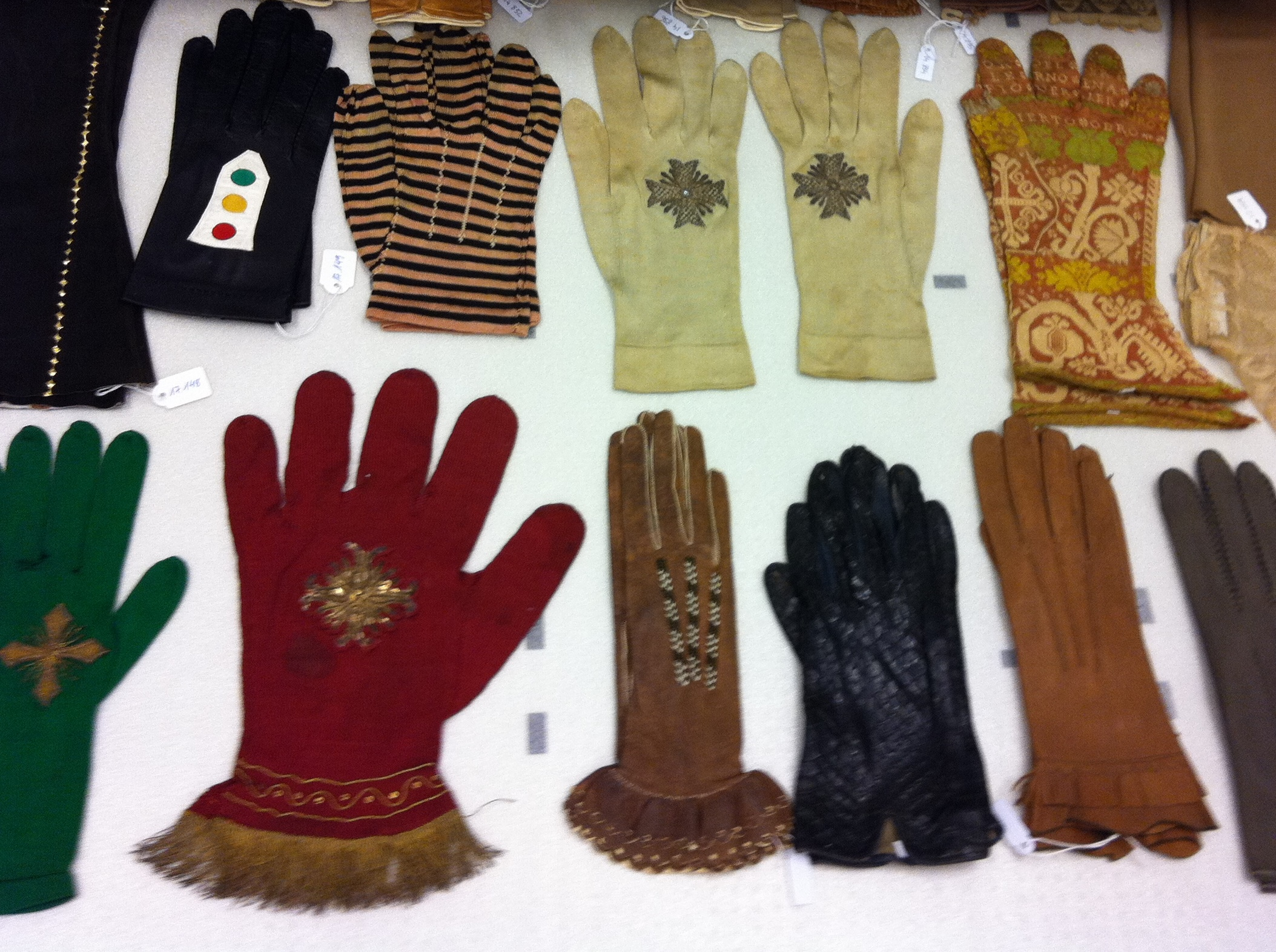

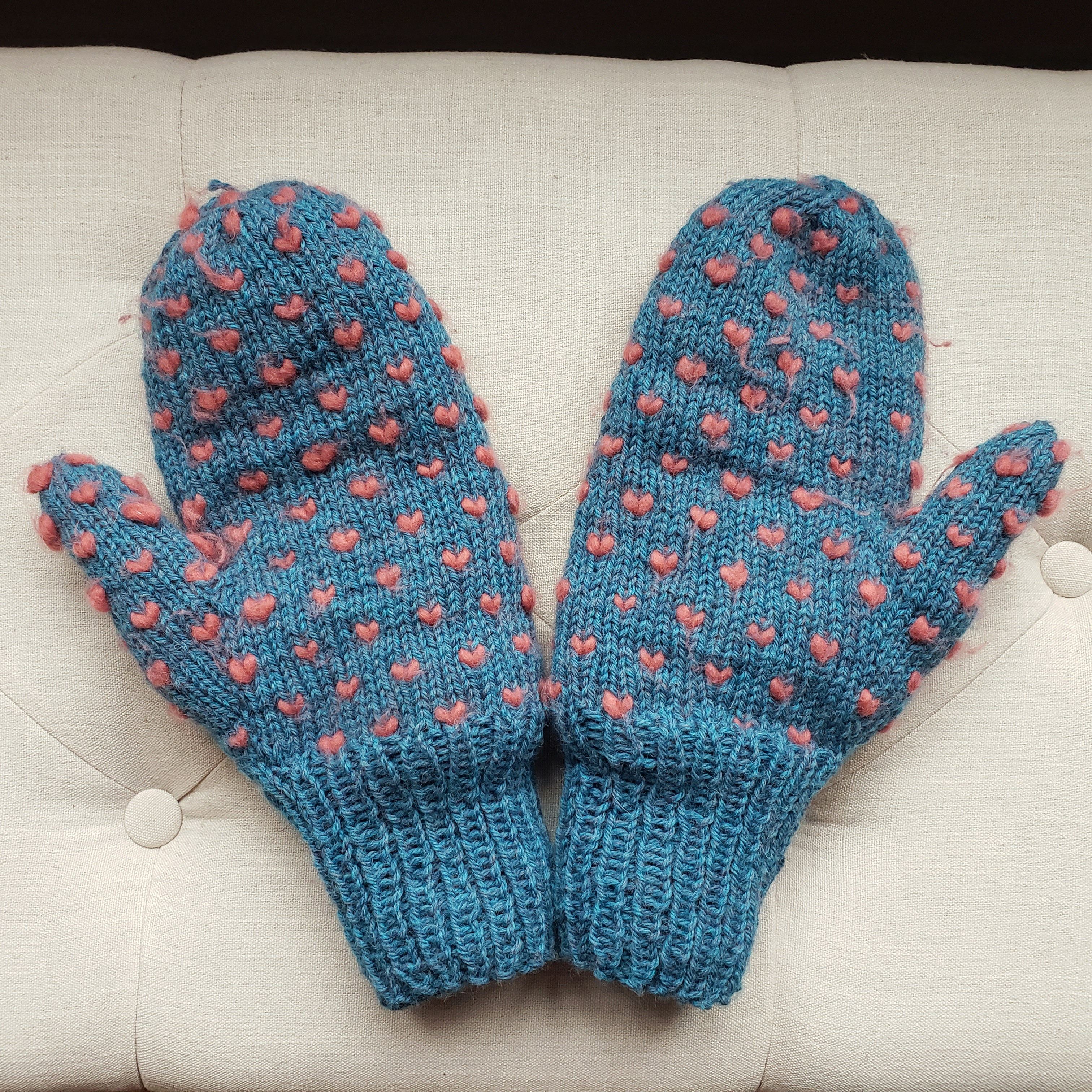
毛糸のミトン

親指用と、他の指をまとめて入れるスペースが二つに分かれている手袋は、北海道方言でぼっこ手袋（「ぼっこ」は棒の意）、英語ではmitten （ミトン）と呼ぶ。それに対して5本指に分かれたものは英語では「glove グラブ（グローブ）」と呼んでいる。
また、5本指型で指が露出するタイプのものもあり、「オープンフィンガーグローブ」や「指抜きグローブ」などと呼ばれる。
手袋の素材は多様で、綿や羅紗、ポリエステル、ナイロン、アクリル繊維の布、毛糸、フェルト、牛や豚や羊の革・人造皮革、ゴム、ラテックス、ニトリル、金属、耐熱手袋にはアラミド繊維やシリコン樹脂も使われている。柔らかい布地で作られたウォッシンググローブ (英: washing glove) というものがあり、体を洗うのに使う。
数量単位は双。10双をデカ、12双をダースとして取引に用いられる。
さまざまな手袋
- 工事作業用の手袋
- 防寒用皮手袋
- 白の布製のドレスグローブ、ピンタックが背面にある
- 革製の黒の手袋
- 指抜きグローブ
- 格闘技用のオープンフィンガーグローブ。打撃する時、自身の第三関節（MP関節）は護るが、指先が出ているので相手をつかむこともできる。

## 使用目的
手袋を着用する主な目的は手の保護である。冬の防寒具としては一般的であるほか、季節を問わず火傷や擦り傷、切り傷の防止、さらに汚れや素手で触ることが危険な化学物質、病原体からも手を保護する。ニトリル製、ラテックスやビニル製の使い捨て手袋は、医療従事者の間で感染症を防ぐ有効な手段として使われている。直接手に触れることで価値や有効性が減る対象物を、人間の皮脂などから保護するためにも手袋は装着される。例として各種製造過程での製品接触、美術品や骨董品の取り扱い、警察の捜査等がある。
フィンガーレスグローブは寒さから手を守る必要があり、なおかつ指先を自由に使えることが必要な状況で用いられる。手袋の中には、手首までではなく肘近くまで保護するものもあり、これらをガントレット（籠手）と呼んで区別することもある。
手を保護する必要がない場合でも、装身具として用いられることも多い。

## 生産地
世界中で手袋は生産されており、各家庭で編まれることも多い。
フランス、イタリア、デンマーク、ハンガリーやカナダでは高価な女性用のブランド物手袋が作られている。アメリカ合衆国ニューヨーク州、特にグラバーズヴィルは手袋の産地であったことが知られているが、近年では多くの手袋が東アジアで作られている。日本では、国内製手袋の約90%が香川県東かがわ市周辺で作られている。

## 歴史
現存する手袋で最古のものは古代エジプトのツタンカーメン王の墓から発見されたもので、紀元前1343年 - 前1323年のものとされ、手首でむすぶタイプの麻製のものとされる。
文献上では、古代ギリシア時代に遡る。ホメロスの『オデュッセイア』のいくつかの翻訳によると、オデュッセウスの父ラーエルテースは庭を歩く時に手袋をしていたとしている。しかし、他の翻訳によると、ただ袖で手を覆っただけである。紀元前440年に書かれたヘロドトスの著書『歴史』の中にレオテュキデスという人物が手袋、あるいはガントレット一杯の銀貨を賄賂として受け取った罪に問われていることが記述されている。古代ローマ人の記述の中にも、度々手袋が登場する。西暦100年前後に活躍した小プリニウスによると、大プリニウスは馬車に乗車中に口述筆記させていた速記者に冬の間は手袋を着用させ寒さの中でも文章を書けるようにしていたという。
ファッション、儀式、それに宗教のために手袋は用いられる。13世紀頃からヨーロッパでは女性の間でファッションとして手袋を着用するようになった。リネンや絹でできており、時には肘まである手袋が広まっていた。16世紀にイギリスの女王エリザベス1世が宝石や刺繍、レースで豪華に装飾されたものを着用した時に、手袋の流行は頂点に達した。オペラグローブと呼ばれる肘上から二の腕まで至る長い手袋がエリザベス1世女王、キャサリンデメディチ王妃、メアリー2世女王などの王族によって愛用された。長い手袋は貴族や王族と密接に関連しており、数千年の王族と権威の象徴とされ、多くの架空の女王、王女、貴族はドレスの一部としてそれらを身に着けているように描かれている。
刺繍と宝石で装飾された手袋は皇帝や王の徽章の一部となっている。1189年にヘンリー2世が埋葬された時には、戴冠式のときに着用したローブと王冠、それに手袋とも共に埋められたと、マシュー・ペリーは記録している。1797年にイングランド王のジョンの墓を開いた時、それに1774年にエドワード1世の墓を開いた時にも、手袋が発見されている。
祭服としての手袋は、主にカトリック教会の教皇や枢機卿、僧侶たちが着用している。教義によりミサを祝う時にのみ着用を許されている。この習慣は10世紀に遡り、儀式の際に手をきれいにしておきたいという単純な欲求が始まりかも知れないが、特権階級として豊かになった聖職者たちが己の身を飾るためにつけたものが始まりかも知れない。フランク王国からローマにこの習慣は広まり、11世紀の前半にはローマでも一般的になった。
日本では、鎌倉時代に武士が身につける籠手として発達した。当時は「手覆」（ておおい）とも呼ばれた。日本の手袋は分類して、「藁手袋」と「布手袋」に別けられ、藁製は拇指と四指の二分に分かれている。民俗学の分野では、布製も「ワラテ」と呼ぶことから、布製は藁製よりのちに作られるようになったと考察される。
15 - 16世紀に南蛮貿易によって西洋式の手袋が輸入され、珍重された。やがて国内生産も始まり、手袋づくりは貧乏武士の内職として盛んになっていく。手袋は俳句における冬の季語でもある。
女性皇族は常に白の手袋を携帯しているが、これは帽子と共にその貴族性を象徴する為の物である。皇室の晩餐会や儀式などの特別に改まった場面においてローブ・デコルテと併せてオペラグローブを着用し、ティアラ(小さな王冠)を付けることを基本としており、宮中ではこれを女性の最上級礼装としている。
北海道アイヌの手袋はテンやイヌの毛皮が多用された。

## 分類・種類
さまざまな分類法がある。
ひとつは最初に説明したように、形状で ミトン / グラブ　と分類する方法である。 指が露出している形状はフィンガーレスグローブと分類し、腕まで覆うタイプをアームカバーと分類する。
ほかには使用目的で分類する方法もあり、医療用 / スポーツ用 /　作業用手袋 / 運転用手袋...といった分類がある。

### スポーツ・武道用手袋
スポーツ用もさらに下位分類することができ　ボクシング用 / スキー用 /サッカー用 / 野球用 /  ダイビング用...などと多種類ある。
なおゴルフ用や、サッカーのゴールキーパー用などは、手の保護に加えて、掴んだものを滑りにくくするグリップ性も重視している。
野球用グラブ・ミット、ボクシンググローブなど競技ごとに特化した手袋も存在する。

ただし一般的に専用の形状をしている物は手袋とは呼ばない事が多く、グローブなどと呼ぶ事が多い。
サッカー用
サッカー用としては、チームでただひとり手を使う選手、ゴールキーパーが着用する手袋、ゴールキーパーグローブが重要である。
野球用
野球は手袋が捕球のための道具として進化してきた歴史がある。ピッチャーや野手が使う野球用グラブや、キャッチャーが使うミットがある。バッターが使うバッティンググローブもある。
スキー用
スキー用手袋は、米国の輸入カテゴリーとしては次の項目を満たすものと定義されている: 1.ナスカンがついていること、2.掌側に補強層があること、3.甲側関節部に補強層があること、4.手首に伸縮処理があること。
ダイビング用
ダイビングに使う手袋はダイビング・グローブと言う。
鷹狩用
鷹狩は世界のさまざまな地域で行われているが、英語では手袋タイプはglove、甲がけタイプはgauntletと分類し、(falcon用は）falconry gloveやfalconry gauntlet, （eagle用は）eagle gloveやeagle gauntletと言う。日本の鷹匠用のものは「餌掛け」（えがけ、ゆがけ）などと言い、鹿革でつくる。
弓道用
日本の弓道用には「ゆがけ」という手袋がある。
剣道用
剣道用には籠手（こて）という手袋がある。

### 医療用手袋

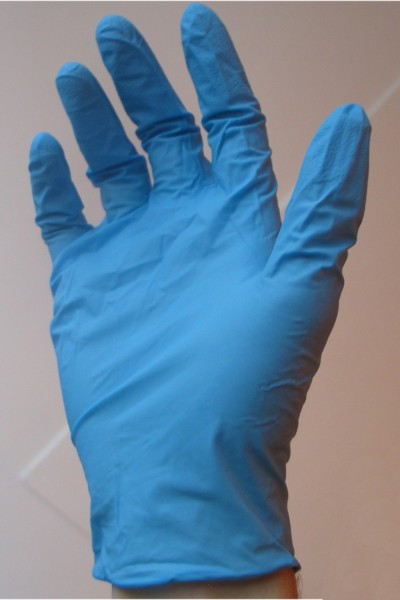
医療用ゴム手袋

手術や鑑識の際に着用される医療用手袋の基礎となるゴム手袋は、「レジデント制度の父」と呼ばれるジョンズ・ホプキンス大学のウィリアム・スチュワート・ハルステッドがサウスカロライナ州知事ウェイド・ハンプトン (3世)の姪で、同僚の看護師のキャロライン・ハンプトンが消毒剤を素手にかける際、接触性皮膚炎と痛みを伴う湿疹に苦しんでいたため、グッドイヤーに彼女のための「特注」のゴム手袋を作るよう手配した。
当時は消毒のために強力な消毒液に手を漬けて手術に挑まなければならず、手の皮膚が弱いキャロラインが消毒液による手荒れを防げるよう、ゴム手袋を発案した。殺菌性についても、既存の消毒液に手を漬けて行うものよりも強力であったために注文が殺到し、全世界の手術の現場で普及することになる。
キャロラインはハルステッドと結婚して看護婦を引退したため、このゴム手袋を使うことは無かった。ラテックス製の手袋は、1964年にオーストラリアのアンセル社が開発した。
一般に食品産業や精密作業などで使用されるものは、100枚や50枚単位で箱に収め、ポップアップして使えるようになったものが利用されている。一方、手術用は衛生管理のため一双ずつ梱包してある。更に感染症を防ぐため滅菌処理を行っているため、価格も10倍以上違う。
2020年現在、世界で使われる医療用手袋の生産量の3/5はマレーシアで生産されている。同年3月から4月にかけて、マレーシア国内で新型コロナウイルスの感染拡大に伴いロックアウトが実施された際には、医療用手袋の供給不安を招いた。

### 作業・運転用手袋

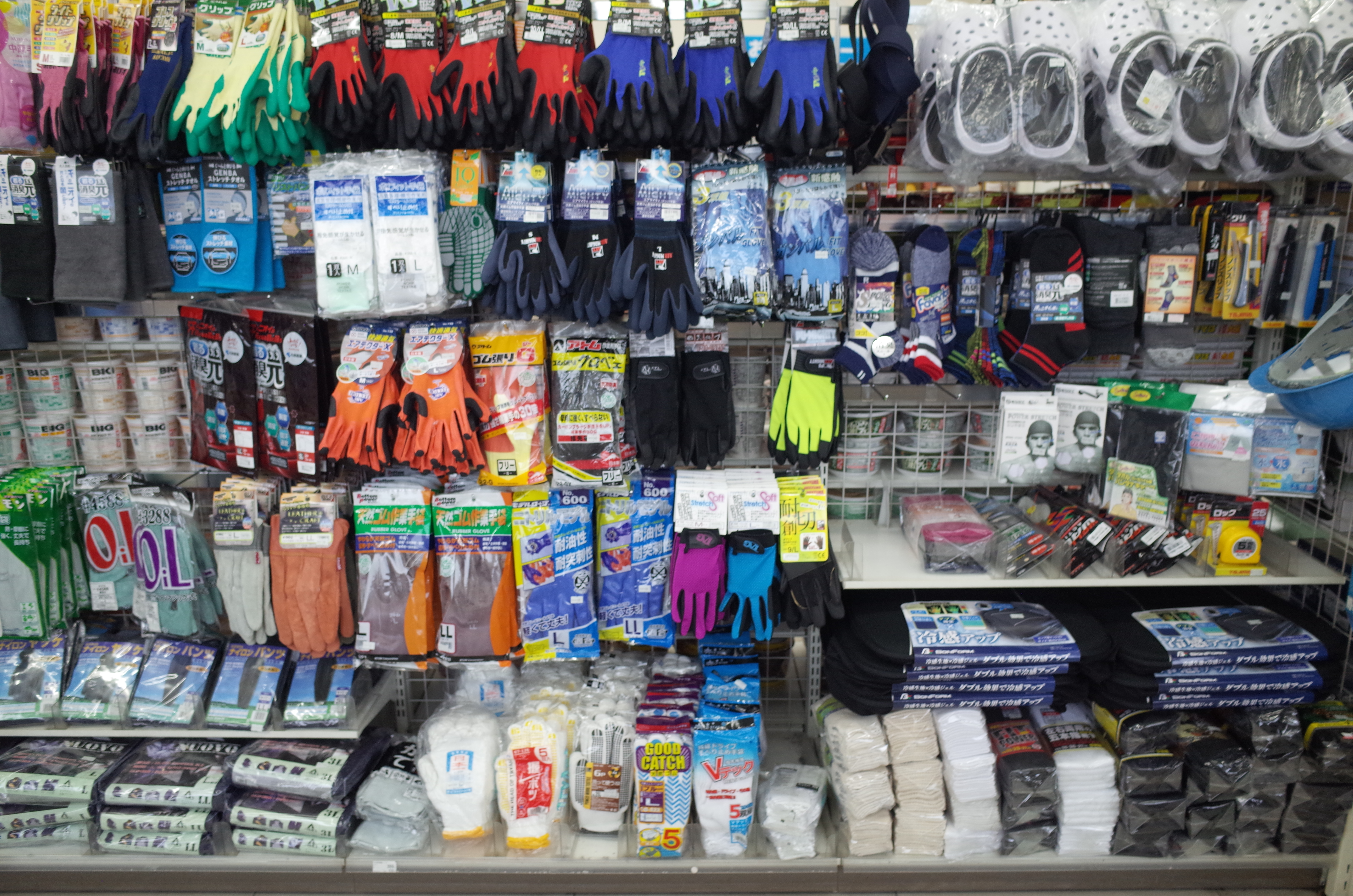
様々な作業用

工場や農作業、工事現場での作業時には軍手をはめる場合が多い。軍手は防水性がないため、水仕事など液体を扱う時にはゴム製や合成樹脂製の手袋を、油や電動工具の研磨などを取り扱う場合は、怪我防止や粉塵に触れないために豚革や牛革の手袋を使うこともある（軍手は繊維を巻き込み危険なので使えない）。シンナーやトルエンなどを扱う時は、溶剤専用のゴム手袋を使う。
また、自動車やオートバイ、自転車などを運転する時に滑り止めや防寒や安全のために、そのほか、警備員が手旗の代わりに用いたり、タクシー等の運転手が礼装をアピールしたり手やハンドルを汚さないために用いる。

### スマホ用手袋
スマートフォンの操作に必要な指が発する静電気や指紋認証を妨げないように、導電性素材の使用や形状が工夫されている。逆にタブレットPCで静電容量式スタイラスを用いるときに物理的にパームリジェクション機能を実現するための小指、薬指のみの絶縁体手袋もある。

### 礼装用手袋

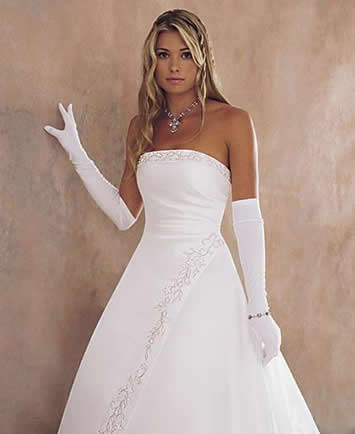
白のボールガウンとオペラグローブ

イブニングドレスやウェディングドレス等の女性礼服に用いられる長い手袋をイブニンググローブという。材質は革か布、色は白か黒色が多いが慶事では白色が主流である。手袋の長さはドレスの袖の長さによって選ぶべきもので、袖が短いほど手袋は長くなり、袖なし(ノースリーブ)のイブニングドレスでは肘より上までの長いものも用いる。ウェディングドレスでは長い手袋ほどフォーマル性が高く、特に長いものは肘上から二の腕あたりまですっぽりと覆う長さがあり、これをオペラグローブという。
また、警察官や消防吏員も、出初式や年頭出動訓練など、礼装の際には白手袋をはめる。

### 神事用手袋
神社で神職が御霊代奉戴などを行う時、手が触れないように専用の手袋を用いる。白布製で拇指と四指とに分けた仕立てで、手元の紐で手首を括るようになっている。

## 色
作業用は白が多い。一部の警備会社では略して「白手」（しろて）と呼ぶ。本来は燕尾服やタキシードなど夜の正装に用いて、モーニングコートなど昼には用いなかったが現在は昼夜関係なく用いられている。色は白が幅広く用いられているが厳密には燕尾服には白、モーニングコート・フロックコートには灰色、タキシードは黒となっている（背広で代用した場合も同じ）が現在は気にせず白や灰色を用いることも多い。ウェディングドレスの場合は、手袋の色はドレスの色を乱さないよう白色が標準である。弔事には服装を問わず灰色や黒を用いる。

## 製造方法
手袋製造のポイントは、親指の位置に起因する3次元性と、着脱時手幅と装着時手首幅の両方を受け入れる手首部分の柔軟性にある。
- ラテックスを含むゴム手袋は、手の形をした立体型に層を形成して製造する。素材の伸縮性により手首の柔軟性に問題はない。
- 裁断方法：革手袋や繊維生地手袋（縫い手袋）は、立体性を持たせるため主な裁断方法に「手型」と「ガンカット型」がある。前者は指4本を含む本体（掌と甲）をマチ（手の厚みである指側面）を中間に置いて縫い合わせ、後者は人差指と小指のマチを一体で裁断し 中指と薬指部分をマチ一体で別途裁断して縫い合わせる（中指と薬指の「付け根」を本体に縫い合わせる）。革の作業手袋など素材価格より縫製コストを抑えたい場合や躍動的感覚を持たせたい場合は後者となる。手首は、手が入りやすいように型に広がり（フレア）をつけておくか、ベンツ（開き）をつけておくか、伸縮性のあるマチまたは手首部分の材料を使うかのいずれかを施す。高級皮革手袋では、皮革を事前に湿らせて引き伸ばした状態で粗裁ちし、型抜きするテーブルカットという手法で、皮革自体に伸縮性を持たせる。園芸用やムートン手袋は、生地費用を節約するため、端材を利用できるような裁断・縫製を施すことがある。
- 縫製方法：素材の表面同士を縫い合わせて裏返す「内縫い」、素材の裏面同士をミシンや手で縫う「ゲージ縫い」、素材の裏面同士まつり縫いする「まつり縫い」、素材の表面と裏面をあわせる「ピケ縫い」がある。
- 工程：裁断後、マチを介し掌と甲を縫い合わせ、親指をつける。裏地も同様に縫製したあと本体に挿入し指先を本体に止める。手首を縫い合せる（折り返しやパイピングなど）。手の型をした金属片またはアイロンにかぶせ熱でアイロンがけする。検品後、タグ付けし袋詰めする。
- 毛糸手袋や軍手は縫製ではなく編み（ニット）手袋で、軍手は右手・左手に関係なく親指を広げた平面に全体を編む。対して毛糸手袋は本体を円筒形に編み、親指は後付する。ニットの伸縮性により手首の柔軟性に問題はない。手を入れると手の大きさにあわせて全体が拡張する「のびる手袋」は、弾力性のある糸で編んだあと洗濯して縮ませ、アイロンをかける。

## 日本と手袋
なお、日本では「革又は合成皮革を製品の全部又は一部に使用して製造した手袋」について、家庭用品品質表示法の適用対象となっており、雑貨工業品品質表示規程に定めがある。

## 用語
- ラテックス (語源：英: latex)
- 編み手袋
- 掌
- 甲
- マチ
- 手首
- 手首広がり
- ベンツ (語源：英: vents)
- ゲージ (語源：英: gauge、gage)
- 内縫い
- まつり
- ピケ (語源：英: pique)
- 半ピケ
- ガンカット (語源：英: guncut)
- 指下（親指最下部から手首までの長さ：一般に日本で売られる物は短い）
- 裏地
- 三本飾り

## 「片手袋」にまつわる文化

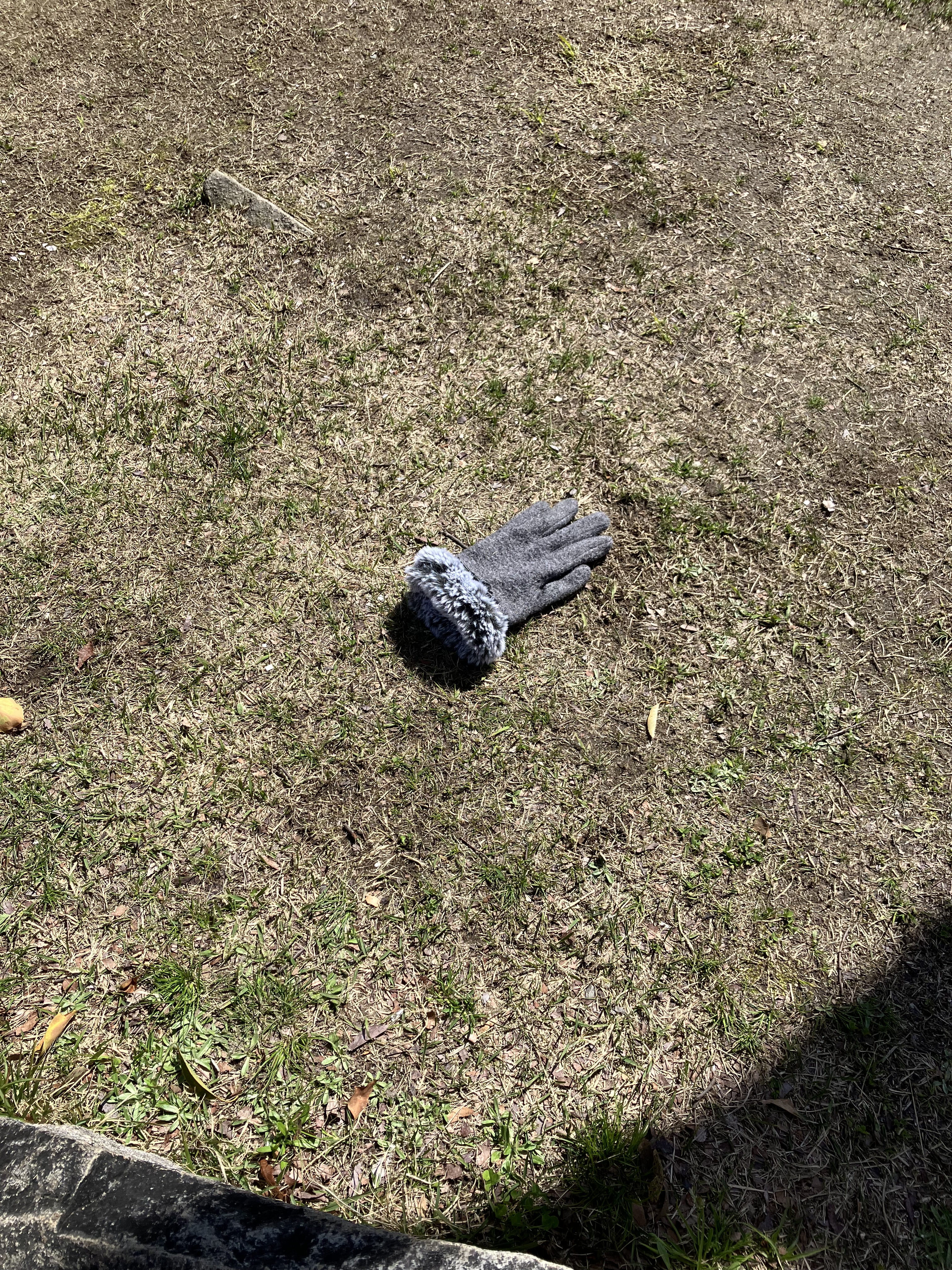
落ちている片方だけの手袋

通常は2つで1セットとして扱われる手袋が、不注意などで片方だけ落とし物となり、路上などに放置されることがある。こうした「片手袋」に注目する人もおり、ドイツの版画家マックス・クリンガーは1880年代、こうした片手袋を女性が拾ったことから始まる連作『手袋』を制作した。
エウゲーニー・M・ラチョフによる民話『てぶくろ』では、片手のみの手袋に様々な動物が入って行く様子が描かれている。
アメリカの俳優トム・ハンクスは街などで見掛けた落とし物をTwitterで発信しており、その中には片手袋も多い。
日本でも石井公二が片手袋の写真を数千枚撮影し、場所や状況などを記録・分類する研究を行っている。
「清古尊手形」の収集者として知られる清古尊は、約200枚の片方の軍手を吊り下げて仕立てたマントを制作している。